# Epistaxis
Epistaxis sau rinoragia este sângerarea (hemoragia) nasului.

## Cauze
Pot fi mai multe cauze pentru această hemoragie: infecția membranei nazale; infecție respiratorie; alergii; tensiune arterială mare; consumul de medicamente, alcool, tutun; unele tumori; sensibilitate moștenită.

## Prevenție
Persoanele care prezintă sângerări nazale necomplicate pot folosi metode simple pentru a preveni reapariția acestora, de exemplu, somnul într-un mediu cu aer umidificat sau aplicarea de vaselină în interiorul nărilor.
Persoanele care au frecvent sângerări nazale, în special copiii, sunt încurajate să folosească spray-uri nazale saline care nu necesită prescripție medicală și să evite suflatul forțat al nasului, ca parte a măsurilor de prevenție.